# Ohrflecktaube

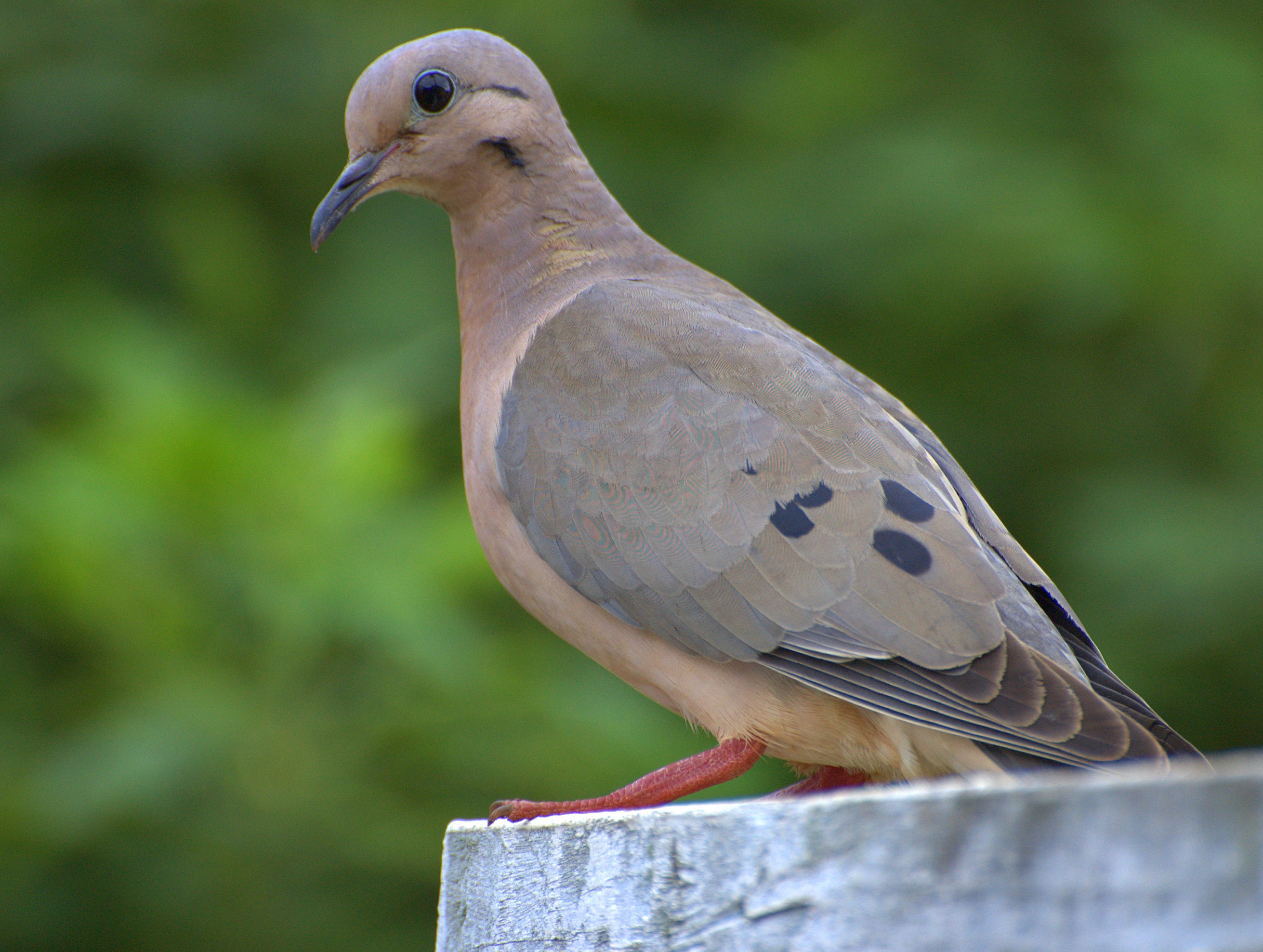
Ohrflecktaube

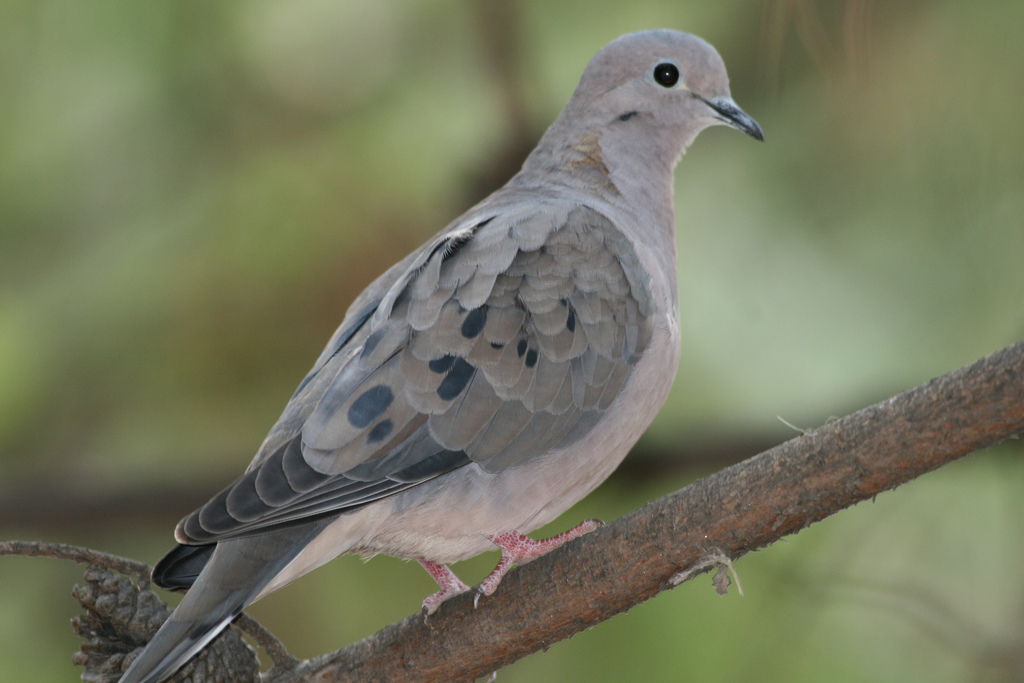
Ohrflecktaube

Die Ohrflecktaube (Zenaida auriculata) ist eine Art der Taubenvögel. Sie kommt in mehreren Unterarten in Südamerika vor. Die Bestandszahlen dieser Taubenart sind sehr hoch. Die Art gilt als nicht gefährdet.

## Erscheinungsbild
Die Ohrflecktaube erreicht eine Körperlänge von 26 Zentimetern. Sie ist damit kleiner als eine Lachtaube und weist in ihrem Erscheinungsbild sehr viel Ähnlichkeit mit der Carolinataube auf. Sie ist die kleinste aller Trauertauben. Der Geschlechtsdimorphismus ist nicht sehr stark ausgeprägt. Die Weibchen haben lediglich etwas mattere Farben.
Der Oberkopf und der Nacken sind bläulich grau. Kopf, Hals und Brust sind bräunlich rosa. Der Rosaton ist insbesondere auf der Brust sehr ausgeprägt. An den oberen Halsseiten findet sich ein dunkler, schillernder Fleck. Ein schmaler dunkler Streifen befindet sich hinter dem Auge. Die Flügeldecken sind gelbbraun mit einzelnen schwarzen Flecken, die Handschwingen sind dunkelgrau. Der Schnabel ist klein und zierlich und von dunkelgrauer Farbe. Die Iris ist rötlich braun. Die unbefiederten schmalen Augenringe sind grauweiß. Die Füße sind rötlich.

## Verbreitung und Lebensraum
Die Ohrflecktaube ist in weiten Teilen Südamerikas und der Karibik verbreitet. In Teilen Südamerikas – insbesondere in Brasilien und Argentinien – gilt die Ohrflecktaube als landwirtschaftlicher Schädling und wird in großer Zahl gejagt. Sie ist aber in beiden Ländern zahlreich und große Schwärme in Brasilien können mehr als eine Million Tauben umfassen.
Der Lebensraum der Ohrflecktaube sind aride und semiaride Regionen vom Küstentiefland bis in Höhen von 4.400 Metern. Sie bewohnt offenes Land, das nur mit einzelnen Bäumen oder Baumgruppen bestanden ist, Kulturland und hat sich auch menschlichen Siedlungsraum erschlossen. Sie kommt in vielen Bereichen ihres Verbreitungsgebietes in Parks, Gärten und auf Industriegelände vor. Besonders eng ist ihre Bindung an menschliche Siedlungsräume aber in den Hochlandregionen der Anden.

## Verhalten
Während die in den Anden und auf den Inseln vorkommenden Ohrflecktauben überwiegend Standvögel sind, gibt es bei den anderen Populationen saisonale und sporadische Wanderungen. Diese Wanderungen führen häufig im Osten über das Tiefland Südamerikas. Im Nordosten Brasiliens werden etwa in einem dreijährigen Rhythmus solche starken Wanderbewegungen festgestellt, bei denen es häufig zu einer sehr großen Schwarmbildung kommt. Die Gründe für diese Wanderbewegungen sind bislang nicht hinreichend verstanden, hängen aber sehr wahrscheinlich mit der Verfügbarkeit von Nahrungsmittelressourcen zusammen.
Die Ohrflecktaube ist eine der typischen bodenbewohnenden Taubenarten. Dort wo sie nicht verfolgt wird, wird sie gegenüber dem Menschen sehr zutraulich. Ihr Nahrungsspektrum setzt sich aus Sämereien, kleinen Früchten, Insekten und Schnecken zusammen. Die Fortpflanzungszeit ist abhängig vom Verbreitungsgebiet. In Kolumbien brütet die Ohrflecktaube im Zeitraum März bis September, auf Trinidad im Zeitraum Dezember bis Januar und erneut im Zeitraum März bis September. In Brasilien werden Nester das ganze Jahr über gefunden, in den Anden Perus und Boliviens von August bis November und April bis Juni.
Das Nest ist eine kleine Plattform aus Zweigen, dessen Nistmulde mit kleinen Wurzeln und Gras ausgelegt wird. Es wird gewöhnlich im Unterholz oder in Bäumen errichtet. Das Gelege besteht aus ein bis zwei Eiern. Die Brutzeit währt etwa 14 Tage und die Jungvögel sind nach 12 bis 15 Tagen flügge. Wie bei vielen anderen Arten der Trauertauben ziehen die Ohrflecktauben eine zweite Brut groß, wenn die erste flügge geworden ist.

## Haltung in menschlicher Obhut
Ohrflecktauben wurden das erste Mal im Zoo von London gezeigt. 1897 gelang dort die erste Zucht. Heute wird sie allerdings nur noch selten importiert und spielt in der europäischen Wildtaubenhaltung keine besonders große Rolle.

## Belege